# Cheyletiella yasguri
Cheyletiella yasguri ist eine Art der Pelzmilben, die bei Hunden im Fell parasitiert und die Hauterkrankung Cheyletiellose auslöst. Die Art ist weltweit verbreitet. Selten kann sie beim Menschen oder Katzen auftreten. Die Art wurde von Smiley nach dem Mamaronecker Tierarzt Isidor Yasgur benannt, der diese am Schwanz bei Schnauzer-Welpen fand und an die Abteilung für Parasitologie der Cornell University sandte.

## Merkmale
Die Milbe ähnelt anderen Pelzmilben, am ehesten kann man sie anhand des Solenidions (eine chemosensorische Borste) am Knie des ersten Beinpaars unterscheiden, welches bei dieser Art herzförmig aussieht. Da dieses Merkmal aber individuell und im Lebenszyklus verschieden ausgeprägt sein kann, kann die Bestimmung schwierig sein. Bei etwa einem Viertel der Individuen ist es gabelförmig mit zwei, durch ein etwa bis zur Hälfte der Länge reichendes Grübchen getrennte Lappen. Allerdings ist es die einzige Pelzmilbe beim Hund, so dass ihr Auftreten bei diesem Wirt bereits diagnostisch ist. Das Weibchen der Erstbeschreibung war 587 × 338 µm groß, das Männchen 472 × 268 µm. Die Borsten am Körper sind breiter und länger als bei Cheyletiella parasitivorax. Die Palpen der Weibchen sind kurz und kräftig, Femur und Knie haben eine lange gezahnte Borste, der Tarsus eine einfache, die Klauen sind abwärts gebogen. Das Propodosomalschild weist drei Paare kurzer, gezahnter Borsten seitlich-vorderer Bortsen und eine hintere Reihe mit vier großen einfachen Borsten. Das Hysterosoma hat kein Schild und eine vordere Querreihe mit vier Borsten. Die Beine sind kurz und tragen keine Krallen, aber ein Empodium. Männchen ähneln den Weibchen, haben aber zwei Rückenschilder.

## Lebenszyklus
Die Ansteckung erfolgt durch direkten Kontakt mit einem Träger, die Milbe kann aber im Verbreitungsgebiet der Hundelausfliege auch mit dieser auf andere Hunde übertragen werden. Der gesamte Lebenszyklus findet auf dem Wirt statt. Die Eier werden an Haare geklebt, etwa 2 bis 3 mm oberhalb der Hautoberfläche. Innerhalb des Eis entwickelt sich eine Vorlarve und Larve. Aus diesem schlüpft die achtbeinige Nymphe und häutet sich zweimal. Der Lebenszyklus dauert etwa zwei Wochen. Die Milben leben im Fell und suchen nur die Haut auf, wenn sie Lymphe oder andere Körperflüssigkeiten durch Anbohren der Epidermis mit ihren stichelartigen Cheliceren zu sich nehmen. Adulte können bis zu 10 Tage außerhalb ihres Wirts überleben.